# Octocryptus
Octocryptus is een geslacht van kevers uit de familie  
kniptorren (Elateridae).
Het geslacht is voor het eerst wetenschappelijk beschreven in 1892 door Candèze.

## Soorten
Het geslacht omvat de volgende soorten:
- Octocryptus babaulti Fleutiaux, 1944
- Octocryptus cardoni Candèze, 1892
- Octocryptus coomani Fleutiaux, 1943
- Octocryptus kalesarensis Vats & Kashyap, 1995
- Octocryptus maindroni Fleutiaux, 1944
- Octocryptus radula Candèze, 1893
- Octocryptus wittmeri Chassain, 1979